# Edmund Gosse

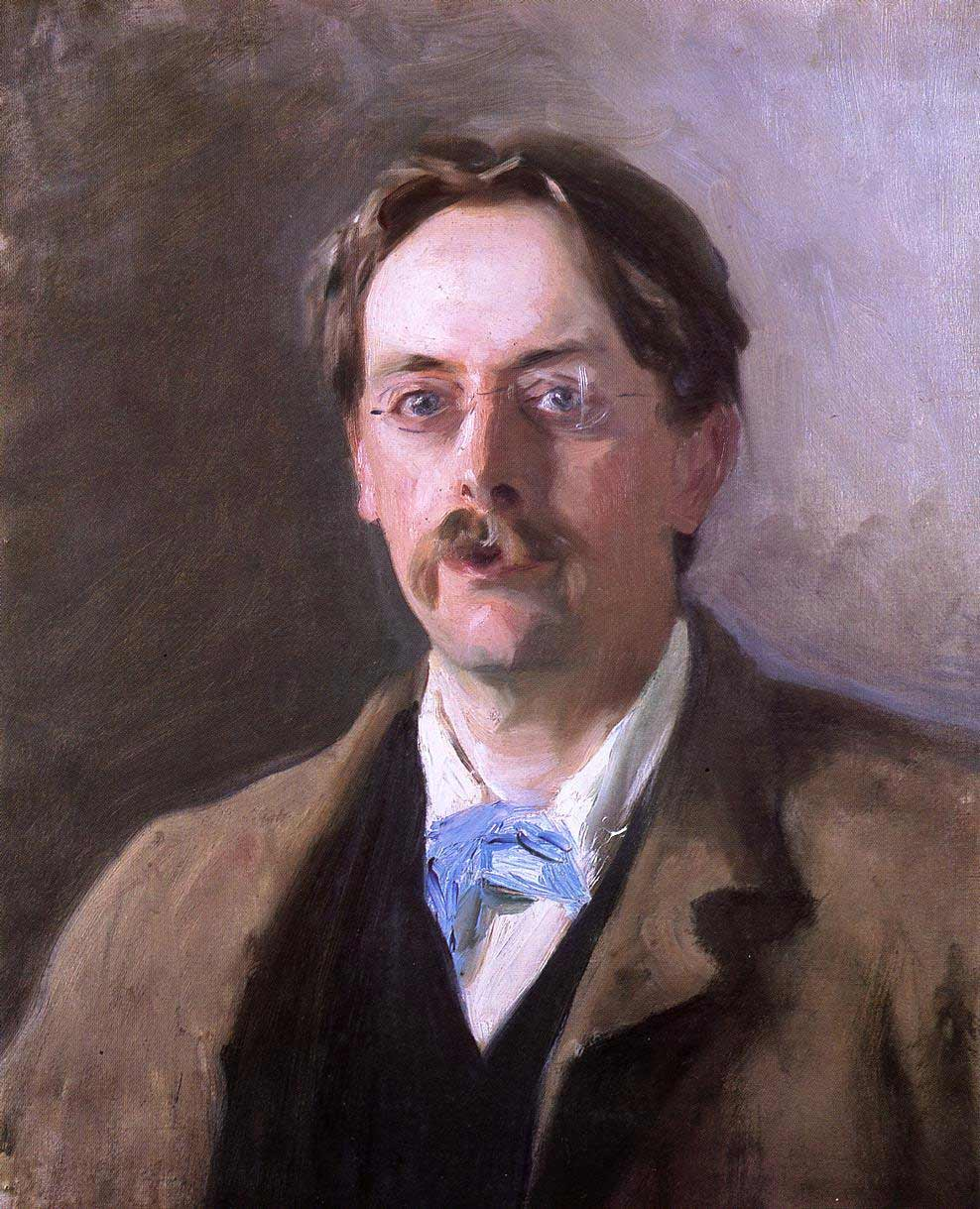
Edmund Gosse, door John Singer Sargent, 1886

Edmund William Gosse (Londen, 21 september 1849 - aldaar, 16 mei 1928) was een Engels schrijver, dichter, vertaler en kunstcriticus

## Leven en werk
Gosse was de zoon van een vooraanstaand bioloog. Zijn moeder illustreerde poëzie-albums. Ze overleed toen hij acht was. Gosse had een moeilijke jeugd met een dominante streng gelovige vader, waarbij hij ook nog eens om moest zien te gaan met ontluikende homoseksuele gevoelens. In 1907 zou hij verslag doen van deze periode in zijn autobiografische geschrift Father and Son, welk boek wel de eerste 'coming of age' roman genoemd wordt, zonder overigens het thema homoseksualiteit te benoemen.
Gosse werkte als bibliothecaris voor het Brits Museum, als vertaler bij de Board of Trade, en later weer als bibliothecaris bij de Hogerhuis. Van 1884 tot 1890 doceerde hij Engelse literatuur aan het Trinity College te Cambridge. Ondertussen publiceerde hij diverse poëziebundels, waarbij hij werd geprezen om zijn 'delicate verse'. Hij bewoog zich in prerafaëlitische kringen en was bevriend met Algernon Swinburne. Op latere leeftijd kwam hij sterk onder invloed van Siegfried Sassoon.
Gosse grootste verdienste voor de Engelse letterkunde was echter niet gelegen in zijn gedichten, maar vooral in de talloze essays en studies die hij schreef over literaire figuren en verschijnselen. Hij stond vooral bekend om zijn stug volgehouden introduceren van continentale schrijvers bij het Britse lezerspubliek. Tot hen behoorden Henrik Ibsen, Bjørnstjerne Bjørnson en André Gide, maar bijvoorbeeld ook Maarten Maartens en Louis Couperus. Gosse ontmoette Couperus persoonlijk toen deze in 1898 Londen bezocht, eerder schreef hij onder de titel The Dutch Sensitivists al een uitgebreid voorwoord bij de eerste Engelstalige editie van Noodlot.
Niettegenstaande zijn homoseksuele gevoelens was Gosse naar algemeen verluidt 50 jaar lang gelukkig getrouwd met de prerafaëlitische kunstschilderes Ellen Epps (1850-1929), met wie hij drie kinderen kreeg. In 1925 werd hij geridderd in de Orde van het Bad. Hij overleed in 1928, 78 jaar oud.